# Калиник Калудзос
Калиник (на гръцки: Καλλίνικος) е гръцки духовник, митрополит на Вселенската патриаршия.

## Биография
Роден е със светското име Калудзос (Καλούτζος) или Хугиас (Χούγιας ) на Крит. Служи като велик протосингел на Вселенската патриаршия. През август 1825 година е избран и по-късно ръкоположен за месемврийски митрополит. От август 1830 година е местоблюстител на овдовялата Варненска митрополия. На 2 септември 1831 година или 1834 година Месимврийската епархия е обединена с овдовялата Варненска епархия в една епархия с титлата „Месемевриоварненски“ (Μεσημβριοβάρνης). Тогава Калиник се установява във Варна като митрополит на обединените епархии. През януари 1835 година Месимврийската митрополия отново става отделна митрополия, а Калиник остава варненски митрополит. През февруари 1835 година подава оставка. През март 1836 година е избран за митрополит на Родос. През август 1839 година подава оставка. На 1 март 1842 година е избран за митрополит на Крит. През януари 1843 година той произволно пристъпва към отделянето на района на Херонисос от митрополията на Крит в Херсонисийска епископия, на която той ръкополага епископ. Този факт предизвика реакцията на Светия синод, който изпраща на Крит смирненския митрополит Хрисант. През декември 1843 година Калиник подава оставка. Умира на 6 април 1845 година.